# Strobochromatogramm

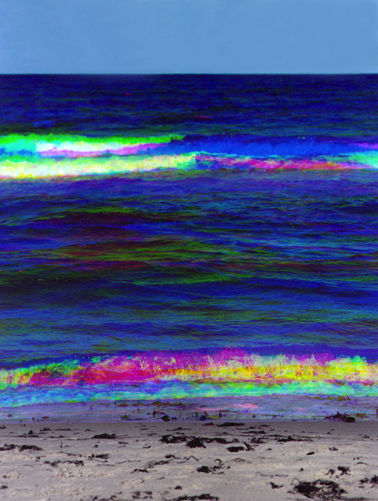
Beispiel eines Strobochromatogramms

Strobochromatogramm (altgriechisch στρόβιλος strobilos „Wirbel“, griechisch, χρῶμα chroma „Farbe“ und γράφειν graphein „schreiben“, zu Deutsch Farbenschreiben) wird in der analogen Fotografie die Technik genannt, die bei der Farbaufnahme Farbfilter der analogen Farbseparation einsetzt.

## Grundlagen
Jedes ruhende, konstant beleuchtete/durchleuchtete Objekt kann auf Farbumkehr- oder Farbnegativmaterial (Positivfilm oder Negativfilm) durch drei (oder mehr: 6, 9, 12 usw.) Belichtungen über die drei Auszugsfilter (additive Grundfarben) Blau, Rot und Grün ebenso farbneutral fotografisch abgebildet werden wie durch einen gewöhnlichen Belichtungsvorgang ohne Filter. Im Strobochromatogramm unterscheiden sich die ruhenden und konstant be-/durchleuchteten Objekte von den bewegten und/oder unterschiedlich be-/durchleuchteten Objekten. Die Geschwindigkeit der Bewegung, die Be- oder Durchleuchtung, die Anzahl der Belichtungen und die Zeit zwischen den Belichtungen bestimmen den Grad der Bewegungsdarstellung in den Abbildungen. Die ruhenden und konstant be-/durchleuchteten Objekte werden farbneutral, die bewegten und/oder unterschiedlich be-/durchleuchteten Objekte zeigen sich in der(n) Filterfarbe(n) bei unbunten Objekten oder in den Mischungen der Eigenfarbe(n) und der jeweiligen Filterfarbe(n). Bei den Objekt- und Licht-Bewegungen, die zwischen den einzelnen Aufnahmen über die Filter stattfinden, können sich (je nach Stärke der Bewegung) die Farben mithin gravierend oder auch nur sehr fein verschieben.
Das erste Strobochromatogramm (von Hans Andree) war 1975 in der Camera abgebildet.